# Saint-Étienne-du-Vigan
Saint-Étienne-du-Vigan è un comune francese di 117 abitanti situato nel dipartimento dell'Alta Loira della regione dell'Alvernia-Rodano-Alpi.

## Società

### Evoluzione demografica
Abitanti censiti